# Jungermaniowe
Jungermaniowe (Jungermanniopsida) – klasa wątrobowców obejmująca zarówno rośliny plechowate, jak i ulistnione. Gametofit tych drugich jest zróżnicowany na łodyżkę i trzy rzędy listków. Sporofity z wyraźnie wykształconą setą wyrastają pojedynczo ponad gametofit. Jungermaniowe to rośliny w większości tropikalne, rosną na siedliskach wilgotnych, ale również w górach. Do przedstawicieli występujących w Polsce należy rosnąca najczęściej w lasach przyziemka Calypogeia. 

## Systematyka
Klasa jungermaniowych dzieli się na trzy podklasy i 8 rzędów.
Klasa Jungermanniopsida Stotler et Crand.-Stotl. – jungermaniowe
podklasa Jungermanniidae Engl.
rząd Jungermanniales H.Klinggr. – jungermaniowce liściaste, szczytorodne
rząd: Porellales Schljakov
rząd: Ptilidiales Schljakov
podklasa Metzgeriidae Barthol.-Began
rząd: Metzgeriales Chalaud – jungermaniowce plechowate, grzbietorodne
rząd: Pleuroziales Schljakov
podklasa Pelliidae He-Nygrén, Juslén, Ahonen, Glenny et Piippo
rząd: Fossombroniales Schljakov
rząd: Pallaviciniales W.Frey et M.Stech
rząd: Pelliales He-Nygrén, Juslén, Ahonen, Glenny et Piippo